# Stenothyrsus
- Commons
- Wikispecies

Stenothyrsus C.B.Clarke, 1908, segundo o Sistema APG II, é um gênero botânico da família Acanthaceae

## Espécie
Stenothyrsus ridleyi